# ФК Рејнџерс
ФК Рејнџерс (енгл. Rangers Football Club) је шкотски професионални фудбалски клуб из Глазгова. Основан је у марту 1872. Рејнџерс је био првак Шкотске 55 пута, а такође има више главних трофеја од већине тимова у свету, али га је у претходних неколико сезона престигао љути ривал Селтик. Игра на стадиону Ајброкс, капацитета 50.817 седећих места.
Њихов ривал је Селтик. Утакмице између ова два тима се називају Old Firm и спадају међу најчувеније дербије у свету. Велико ривалство проистиче из вероисповести. Навијачи Рејнџерса су протестанти, а Селтика католици.
Рејнџерс је 2012. банкротирао због великих пореских дугова. Клубу је забрањено да се врати у Премијер лигу Шкотске, али се управа надала да ће такмичење почети у другој лиги. Шкотски клубови одлучили су да Рејнџерс сезону 2012/13. почне у четвртом рангу, односно Трећој лиги Шкотске, која је најнижи степен фудбалског такмичења ове земље. За одлуку је гласало 25 клубова од 30, тако да је до тада најуспешнији шкотски клуб и освајач 54 националне титуле морао да крене од почетка.
У сезони 2020/21. Рејнџерс је постао шампион по 55. пут.

## Трофеји
- Премијер лига Шкотске

Прваци (55) :
1890/91, 1898/99, 1899/00, 1900/01, 1901/02, 1910/11, 1911/12, 1912/13, 1917/18, 1919/20, 1920/21, 1922/23, 1923/24, 1924/25, 1926/27, 1927/28, 1928/29, 1929/30, 1930/31, 1932/33, 1933/34, 1934/35, 1936/37, 1938/39, 1946/47, 1948/49, 1949/50, 1952/53, 1955/56, 1956/57, 1958/59, 1960/61, 1962/63, 1963/64, 1974/75, 1975/76, 1977/78, 1986/87, 1988/89, 1989/90, 1990/91, 1991/92, 1992/93, 1993/94, 1994/95, 1995/96, 1996/97, 1998/99, 1999/00, 2002/03, 2004/05, 2008/09, 2009/10, 2010/11, 2020/21.
- Шкотска Чемпионшип лига

Освајачи (1) : 2015/16.
- Шкотска лига 1

Освајачи (1) : 2013/14.
- Шкотска лига 2

Освајачи (1) : 2012/13.
- Куп Шкотске

Освајачи (34) :
1893/94, 1896/97, 1897/98, 1902/03, 1927/28, 1929/30, 1931/32, 1933/34, 1934/35, 1935/36, 1947/48, 1948/49, 1949/50, 1952/53, 1959/60, 1961/62, 1962/63, 1963/64, 1965/66, 1972/73, 1975/76, 1977/78, 1978/79, 1980/81, 1991/92, 1992/93, 1995/96, 1998/99, 1999/00, 2001/02, 2002/03, 2007/08, 2008/09, 2021/22.
- Лига куп Шкотске

Освајачи (28) :
1946/47, 1948/49, 1960/60, 1961/62, 1963/64, 1964/65, 1970/71, 1975/76, 1977/78, 1978/79, 1981/82, 1983/84, 1984/85, 1986/87, 1987/88, 1988/89, 1990/91, 1992/93, 1993/94, 1996/97, 1998/99, 2001/02, 2002/03, 2004/05, 2007/08, 2009/10, 2010/11, 2023/24.
- Челенџ куп Шкотске

Освајачи (1) : 2015/16.
- Дриброу куп

Освајачи (1) : 1979.
- Куп победника купова

Победник (1) : 1971/72.
Финалиста (2) : 1960/61, 1966/67.
- Лига Европе

Финалиста (2) : 2007/08, 2021/22.
- Суперкуп Европе

Финалиста (1) : 1972. (незванично)